# Polder Westzaan
De Polder Westzaan, niet te verwarren met de Westzanerpolder ten zuiden daarvan, is een polder in de provincie Noord-Holland, gemeente Zaanstad.
Onder andere een deel van de bebouwing van Zaandam, Wormerveer, Krommenie en Assendelft ligt in deze polder; het poldergebied wordt doorsneden door het dorp Westzaan. In de polder ligt een aantal natuurgebieden, genaamd de Reef, het Westzijderveld en het Guisveld, die beheerd worden door Staatsbosbeheer. Het Hoogheemraadschap Hollands Noorderkwartier is verantwoordelijk voor de waterhuishouding in de polder.
Aan alle zijden van de Polder Westzaan ligt water. Aan de zuidkant Zijkanaal E naar het Noordzeekanaal, met als doorvaart de sluis Westzaner-Overtoom; aan de oostzijde en de noordkant de Zaan, met als doorvaarten de Papenpadsluis en de Mallegatsluis en aan de westkant de Nauernasche Vaart, met als doorvaart de Sluis bij Vrouwenverdriet die de verbinding vormt via Zijkanaal D met het Noordzeekanaal.
Een gebied van 1057 ha is op 4 mei 2013 aangewezen als Natura 2000-gebied.

## Externe beschrijving
- Uitgebreide gebiedsbeschrijving van het Ministerie van Landbouw, Natuur en Voedselkwaliteit.

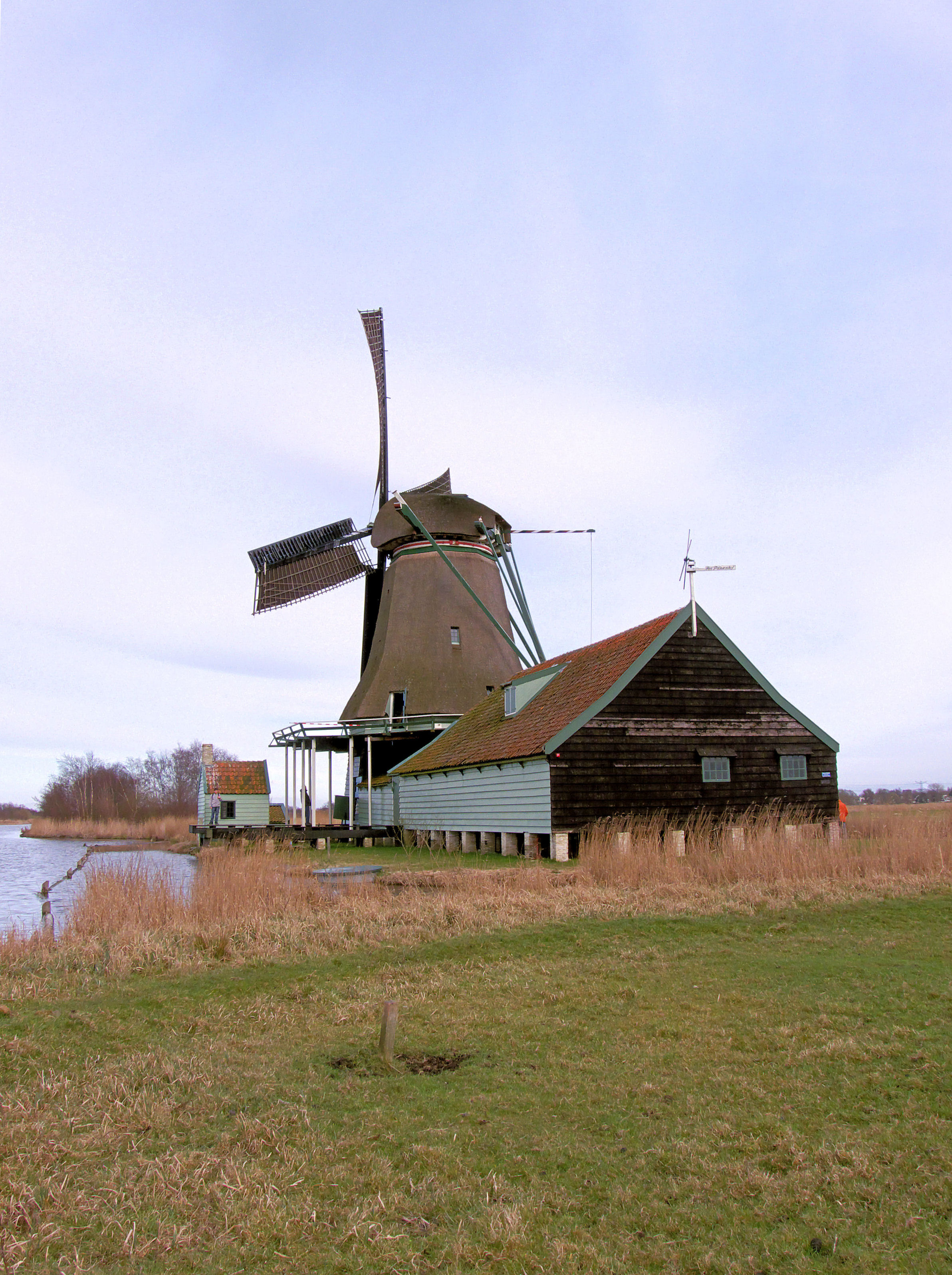
Landschap bij Het Prinsenhof
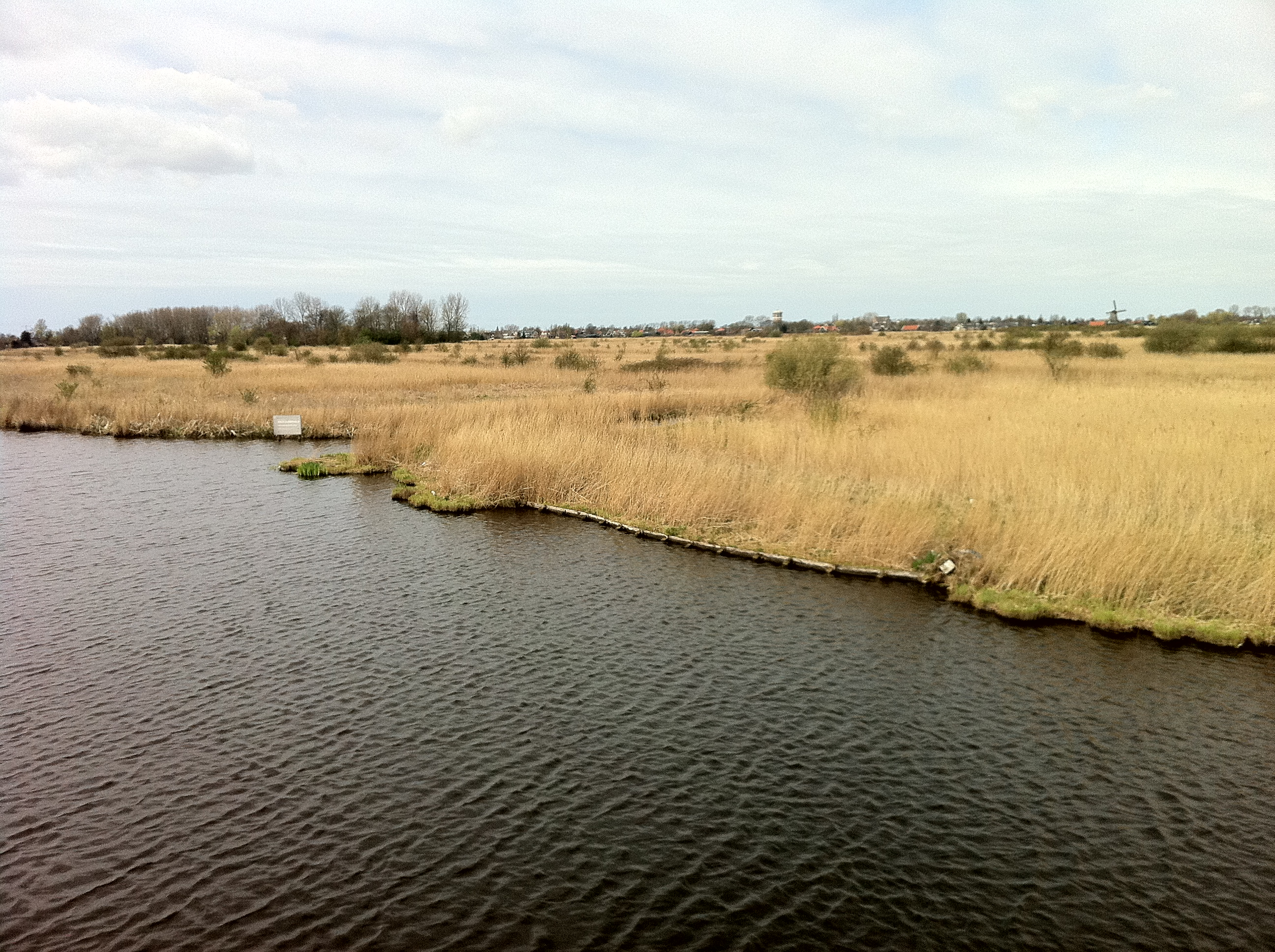
Het Westzijderveld